# Устюгов, Сергей Александрович
Серге́й Алекса́ндрович Устю́гов (род. 8 апреля 1992, Междуреченский, Тюменская область) — российский лыжник, олимпийский чемпион в эстафете 4×10 км (2022), двукратный чемпион мира 2017 года (в скиатлоне и командном спринте), победитель многодневной гонки Тур де Ски 2016/2017, трёхкратный чемпион мира среди молодёжи, пятикратный чемпион мира среди юниоров. Заслуженный мастер спорта России (2017). Универсал, успешно выступает и в спринтерских, и в дистанционных гонках.
Является военнослужащим войск национальной гвардии Российской Федерации, имеет воинское звание «майор».

## Карьера
Сергей Устюгов начал заниматься лыжными гонками в 2001 году в СДЮШОР по биатлону посёлка Междуреченский, первый тренер — Иван Брагин.
В 2011 году Сергей Устюгов выиграл золото в спринте на юниорском первенстве мира по лыжным гонкам в Отепя (Эстония). В 2012 году Сергей Устюгов стал четырёхкратным победителем юниорского первенства мира в Эрзуруме (Турция). Тогда он выиграл золото в спринте, гонке на 10 км, скиатлоне и в составе эстафеты. В 2013 году на первенстве мира по лыжным видам спорта среди юниоров и молодёжи в Либереце (Чехия) Сергей Устюгов в категории до 23 лет завоевал две золотые медали — в гонке на 15 км свободным стилем и в скиатлоне на 30 км. В 2014 году на молодёжном чемпионате по лыжным гонкам в Валь-ди-Фьемме он выиграл золото в индивидуальном спринте.
В Кубке мира Устюгов дебютировал 6 февраля 2011 года, тогда же впервые попал в десятку лучших на этапе Кубка мира, в эстафете. Всего за свою карьеру он 22 раза (в личных гонках) попадал на пьедестал почёта этапов Кубка мира. На счету Устюгова пятнадцать побед. Ещё шесть раз он был вторым и семь раз третьим. Лучшим достижением Устюгова в общем итоговом зачёте Кубка мира является четвёртое место в сезоне 2015/2016 годов.
На чемпионате мира 2013 года в Валь-ди-Фьемме вместе с командой стал бронзовым призёром в эстафете, в индивидуальной гонке был 47-м на дистанции 15 км свободным стилем.
На подиум на этапах Кубка мира впервые попал на этапе в Давосе 15 декабря 2013, заняв 3 место в спринте свободным стилем. В следующем месяце выиграл этап в чешском Нове-Место-на-Мораве в спринте свободным стилем.
На Олимпийских играх 2014 года в Сочи в финале личного спринта, являясь одним из главных претендентов на победу, занял пятое место, упав в финале.
В мае 2014 года было объявлено, что Сергей Устюгов переходит из дистанционной сборной России, которой руководил Олег Перевозчиков, в отдельную группу сборной России под руководством швейцарско-немецкого дуэта тренеров Рето Бургермайстера и Изабель Кнауте.
В январе 2015 года также вместе с Алексеем Петуховым победил в командном спринте на этапе Кубка мира в Отепя. На этапе в Рыбинске занял 2-е место в спринте свободным стилем и 3-е место в индивидуальной гонке на 15 км свободным стилем.
В 2016 году занял 3-е место по итогам многодневки Тур де Ски 2016. На этапе в Нове-Место выиграл серебро и бронзу на дистанции 15 км свободным стилем и эстафете соответственно. В феврале 2016 года на этапе Кубка мира в шведском Фалуне выиграл масс-старт на 15 км свободным стилем. В марте 2016 года занял второе место на гонке-многодневке «Тур Канады», попутно попав на пьедестал почёта в пяти гонках тура и уступив лишь Мартину Сундбю.
В октябре 2016 года стало известно о конфликте между Бургермайстер-Кнауте и несколькими лыжниками (в частности, Сергеем Устюговым, Евгением Беловым и Станиславом Волженцевым). Президент Федерации лыжных гонок России и главный тренер сборной России Елена Вяльбе позволила лыжникам перейти из группы Бургермайстера-Кнауте в группу другого немецкого специалиста Маркуса Крамера, у которого на тот момент уже тренировался Олимпийский чемпион 2014 года Александр Легков и ряд других сильных лыжников.
В январе 2017 года Сергей Устюгов выиграл Тур де Ски 2016/2017. На всех этапах многодневки он выступил великолепно: он выиграл 5 первых этапов и на шестом этапе (15 км КС, масс-старт) занял 2-е место, уступив 2,2 сек Мартину Сундбю. Перед последним седьмым этапом Сергей имел первую позицию и 1 мин 12 сек преимущества над ближайшим из преследователей, норвежцем Мартином Сундбю. Уверенно проведя последнюю гонку с подъёмом в гору Альп-де-Чермис, Сергей Устюгов сохранил гандикап и выиграл Тур. Таким образом, Устюгов стал вторым после Александра Легкова российским лыжником, победившим на Тур де Ски. Сергей Устюгов также установил рекорд по количеству побед подряд на этапах одного тура (5). До этого наибольшее количество гонок тура (4) выигрывал норвежец Сундбю.

### Чемпионат мира по лыжным видам спорта 2017
23 февраля Сергей завоевал серебряную медаль в личном спринте свободным стилем, уступив лишь 26-летнему итальянцу Федерико Пеллегрино.
25 февраля Устюгов выиграл золото в скиатлоне 15+15 км. За несколько километров до финиша Устюгов и Сундбю создали отрыв от основной группы. На одном из последних подъёмов Сундбю предпринял ускорение, но сломал палку. В результате этого норвежец отстал от Устюгова на несколько десятков метров и не смог побороться с Сергеем за золото на финише. Таким образом, Сергей Устюгов впервые в карьере завоевал титул чемпиона мира.
26 февраля Сергей выступал в командном спринте классическим стилем вместе с двукратным чемпионом мира 31-летним Никитой Крюковым. На последнем этапе от России бежал Устюгов. За 30 секунд до финиша он шёл четвёртым после норвежца Эмиля Иверсена, финна Ийво Нисканена и чемпиона мира 2017 года в личном спринте итальянца Федерико Пеллегрино. При этом норвежец и финн шли впереди, а российский и итальянский лыжники несколько отставали. На выкате к стадиону финн вплотную подъехал к норвежцу, и во время перестроения на другую лыжню Иверсена спортсмены столкнулись. Оба лыжника упали, норвежец сломал палку, а Пеллегрино и Устюгов объехали упавших соперников. На финише Сергей предпринял мощное ускорение и уверенно выиграл золото, опередив итальянца на 2,14 секунды, третьим финишировал Нисканен. Устюгов выиграл свою вторую золотую медаль на чемпионате мира, а Крюков стал первым в истории советского и российского спорта трёхкратным чемпионом мира.
Следующую гонку чемпионата, 15 км с раздельного старта классическим стилем, Устюгов пропустил. В эстафете 4×10 км Сергей бежал последний этап. Россия после 3 этапов отставала от Норвегии приблизительно на 17 секунд, Устюгов смог сократить отставание до 4 секунд, но не смог побороться за победу, завоевав свою 2 медаль в эстафетах на чемпионатах мира.
Последней гонкой чемпионата был марафон 50 км свободным стилем, который Устюгов, по своим словам, бежал лишь второй раз в карьере. Приблизительно за километр до финиша троица в составе канадца Алекса Харви, Устюгова и Сундбю оторвалась от основной группы. В результате финишного спурта золото выиграл Харви, Устюгов стал вторым, а бронзовую медаль завоевал финн Матти Хейккинен, Сундбю стал лишь пятым.
По итогам всего турнира Сергей Устюгов повторил рекорд норвежцев Бьёрна Дели и Петтера Нортуга по количеству медалей на одном чемпионате мира — 5 медалей (2 золота и 3 серебра). Сергей также сравнялся по числу наград чемпионатов мира с Алексеем Прокуроровым (по шесть медалей).

## Результаты

### Олимпийские игры
| Олимпийские игры | Спринт | Командный спринт | 15 км | Скиатлон 15+15 км | Масс-старт 50 км | Эстафета |
| ---------------- | ------ | ---------------- | ----- | ----------------- | ---------------- | -------- |
| 2014 Сочи        | 5      | —                | —     | —                 | —                | —        |
| 2022 Пекин       | 8      | —                | —     | —                 | —                | 1        |

### Чемпионаты мира по лыжным видам спорта
| Чемпионат мира      | Спринт | Командный спринт | 15 км | 15+15 км | 50 км | Эстафета |
| ------------------- | ------ | ---------------- | ----- | -------- | ----- | -------- |
| 2013 Валь-ди-Фьемме | —      | —                | 47    | —        | —     | 3        |
| 2015 Фалун          | 16     | —                | 28    | —        | —     | —        |
| 2017 Лахти          | 2      | 1                | —     | 1        | 2     | 2        |
| 2019 Зефельд        | DSQ    | —                | —     | 9        | —     | 2        |
| 2021 Оберстдорф     | 5      | —                | —     | —        | —     | —        |

### Победы в гонках
На счету Сергея 16 побед в личных гонках и 3 победы в командных гонках:
| #  | Дата            | Место        | Сезон   | Тип                                           | Примечания     |
| -- | --------------- | ------------ | ------- | --------------------------------------------- | -------------- |
| 1  | 11 января 2014  | Нове-Место   | 2013/14 | 1,6 км Спринт, свободный стиль                | Кубок мира     |
| 2  | 18 января 2015  | Отепя        | 2014/15 | 6x1,5 км Командный спринт, свободный стиль    | Кубок мира     |
| 3  | 14 февраля 2016 | Фалун        | 2015/16 | 15 км Масс-старт, свободный стиль             | Кубок мира     |
| 4  | 1 марта 2016    | Гатино       | 2015/16 | 1,7 км Спринт, свободный стиль                | Кубок мира     |
| 5  | 5 марта 2016    | Квебек       | 2015/16 | 15 км Гонка преследования, свободный стиль    | Кубок мира     |
| 6  | 11 декабря 2016 | Давос        | 2016/17 | 1,6 км Спринт, свободный стиль                | Кубок мира     |
| 7  | 31 декабря 2016 | Валь-Мюстаир | 2016/17 | 1,5 км Спринт, свободный стиль                | Кубок мира     |
| 8  | 1 января 2017   | Валь-Мюстаир | 2016/17 | 10 км Масс-старт, классический стиль          | Кубок мира     |
| 9  | 3 января 2017   | Оберстдорф   | 2016/17 | 20 км Скиатлон                                | Кубок мира     |
| 10 | 4 января 2017   | Оберстдорф   | 2016/17 | 15 км Гонка преследования, свободный стиль    | Кубок мира     |
| 11 | 6 января 2017   | Тоблах       | 2016/17 | 10 км Индивидуальная гонка, свободный стиль   | Кубок мира     |
| 12 | 8 января 2017   | Тур де Ски   | 2016/17 | Тур де Ски, общий зачёт                       | Кубок мира     |
| 13 | 25 февраля 2017 | Лахти        | 2017    | 30 км Скиатлон                                | Чемпионат мира |
| 14 | 26 февраля 2017 | Лахти        | 2017    | 6×1,3 км Командный спринт, классический стиль | Чемпионат мира |
| 15 | 30 декабря 2017 | Ленцерхайде  | 2017/18 | 1,5 км Спринт, свободный стиль                | Кубок мира     |
| 16 | 30 декабря 2018 | Тоблах       | 2018/19 | 15 км Индивидуальная гонка, свободный стиль   | Кубок мира     |
| 17 | 8 декабря 2019  | Лиллехаммер  | 2019/20 | 4×7,5 км Эстафета                             | Кубок мира     |
| 18 | 28 декабря 2019 | Ленцерхайде  | 2019/20 | 15 км Масс-старт, свободный стиль             | Кубок мира     |
| 19 | 31 декабря 2019 | Тоблах       | 2019/20 | 15 км Индивидуальная гонка, свободный стиль   | Кубок мира     |

### Результаты выступлений в Кубке мира
| 2020/2021 Итоги | 2020/2021 Итоги | Рука   | Рука         | Рука        | Тур  | Лиллехаммер | Лиллехаммер | Лиллехаммер | Давос  | Давос        | Дрезден | Дрезден | Валь-Мюстаир | Валь-Мюстаир | Валь-Мюстаир | Тоблах       | Тоблах      | Валь-ди-Фьемме | Валь-ди-Фьемме | Валь-ди-Фьемме | Тур де Ски | Лахти    | Лахти | Фалун        | Фалун       | Фалун  | Ульрисехамн | Ульрисехамн | Нове-Место | Нове-Место   | Энгадин     | Энгадин     | Пекин  | Пекин    | Пекин       | Финал Кубка мира |
| Очков           | Место           | Спр КС | 15 км Инд КС | 15 км Пр СС | Итог | Спр КС      | 30 км Ск    | Эст         | Спр СС | 15 км Инд СС | Спр СС  | КСпр СС | Спр СС       | 15 км МС СС  | 15 км Пр КС  | 15 км Инд СС | 15 км Пр КС | 15 км МС КС    | Спр КС         | 10 км МС СС    | Итог       | 30 км Ск | Эст   | 15 км Инд СС | 15 км МС КС | Спр КС | Спр СС      | КСпр СС     | Спр КС     | 15 км Инд СС | 15 км МС КС | 50 км Пр СС | Спр СС | 15 км Ск | 15 км Пр КС | Итог             |
| 163             | 39              | —      | —            | —           | —    | отмена      | отмена      | отмена      | —      | —            | —       | —       | —            | —            | —            | —            | —           | —              | —              | —              | —          | —        | 3     | 12           | 7           | 4      | 6           | 17          | отмена     | отмена       | —           | —           | отмена | отмена   | отмена      | отмена           |

| 2019/2020 Итоги | 2019/2020 Итоги | Рука   | Рука         | Рука        | Тур  | Лил      | Лил | Давос  | Давос        | Планица | Планица | Лен         | Лен    | Тоблах       | Тоблах      | Валь-ди-Фьемме | Валь-ди-Фьемме | Валь-ди-Фьемме | Тур де Ски | Дрезден | Дрезден | Нове-Место   | Нове-Место  | Обер     | Обер   | Фалун  | Фалун       | Эстерсунд    | Эстерсунд   | Оре    | Мерокер     | Тронхейм | Тронхейм    | Ski Tour | Лахти        | Лахти | Драм   | Осло        | Квебек | Квебек  | Мин    | Sprint Tour | Канмор      | Канмор      | Канмор |
| Очков           | Место           | Спр КС | 15 км Инд КС | 15 км Пр СС | Итог | 30 км Ск | Эст | Спр СС | 15 км Инд СС | Спр СС  | КСпр СС | 15 км МС СС | Спр СС | 15 км Инд СС | 15 км Пр КС | 15 км МС КС    | Спр КС         | 10 км МС СС    | Итог       | Спр СС  | КСпр СС | 15 км Инд СС | 15 км Пр КС | 30 км Ск | Спр КС | Спр КС | 15 км МС СС | 15 км Инд СС | 15 км Пр КС | Спр СС | 34 км МС СС | Спр КС   | 30 км Пр КС | Итог     | 15 км Инд КС | Эст   | Спр СС | 50 км МС КС | Спр КС | КСпр СС | Спр СС | Итог        | 15 км МС СС | 15 км Пр КС | СмЭст  |
| 908             | 8               | 30     | 9            | 15          | 10   | 10       | 1   | 26     | 2            | 56      | —       | 1           | 11     | 1            | 2           | 2              | 2              | 5              | 2          | —       | —       | —            | —           | 25       | 31     | 18     | 19          | 22           | 20          | —      | —           | —        | —           | DNF      | —            | —     | 19     | —           | отмена | отмена  | отмена | отмена      | отмена      | отмена      | отмена |

| 2018/2019 Итоги | 2018/2019 Итоги | Рука   | Рука         | Лил    | Лил          | Лил         | Тур  | Бейтостолен  | Бейтостолен | Давос  | Давос        | Тоблах | Тоблах       | Валь-Мюстаир | Обер        | Обер        | Валь-ди-Фьемме | Валь-ди-Фьемме | Тур де Ски | Дрезден | Дрезден | Отепя  | Отепя        | Ульрисехамн  | Ульрисехамн | Лахти  | Лахти   | Конь   | Конь         | Осло        | Драммен | Фалун  | Фалун        | Квебек | Квебек      | Квебек      | Финал Кубка мира |
| Очков           | Место           | Спр КС | 15 км Инд КС | Спр CС | 15 км Инд СС | 10 км Пр КС | Итог | 30 км Инд СС | Эст         | Спр СС | 15 км Инд СС | Спр СС | 15 км Инд СС | Спр СС       | 15 км МС КС | 15 км Пр СС | 15 км МС КС    | 9 км Пр СС     | Итог       | Спр СС  | КСпр СС | Спр КС | 15 км Инд КС | 15 км Инд КС | Эст         | Спр СС | КСпр КС | Спр СС | 15 км Инд КС | 50 км МС КС | Спр КС  | Спр СС | 15 км Инд СС | Спр СС | 15 км МС КС | 15 км Пр СС | Итог             |
| 633             | 10              | —      | —            | —      | —            | —           | —    | —            | —           | —      | 25           | 24     | 1            | 3            | 3           | 2           | 16             | 11             | 2          | —       | —       | —      | —            | 4            | 2           | —      | —       | 26     | 11           | —           | —       | —      | —            | —      | —           | —           | —                |

| 2017/2018 Итоги | 2017/2018 Итоги | Рука   | Рука         | Рука        | Тур  | Лиллехаммер | Лиллехаммер | Давос  | Давос        | Тоблах       | Тоблах      | Ленцерхайде | Ленцерхайде  | Ленцерхайде | Оберстдорф  | Валь-ди-Фьемме | Валь-ди-Фьемме | Тур де Ски | Дрезден | Дрезден | Планица | Планица      | Зефельд | Зефельд     | Лахти  | Лахти        | Драммен | Осло        | Фалун  | Фалун       | Фалун       | Финал Кубка мира |
| Очков           | Место           | Спр КС | 15 км Инд КС | 15 км Пр СС | Итог | Спр КС      | 30 км Ск    | Спр СС | 15 км Инд СС | 15 км Инд СС | 15 км Пр КС | Спр СС      | 15 км Инд КС | 15 км Пр СС | 15 км МС СС | 15 км МС КС    | 9 км Пр СС     | Итог       | Спр СС  | КСпр СС | Спр КС  | 15 км Инд КС | Спр СС  | 15 км МС КС | Спр СС | 15 км Инд КС | Спр КС  | 50 км МС СС | Спр СС | 15 км МС КС | 15 км Пр СС | Итог             |
| 560             | 12              | 57     | 17           | 28          | 23   | 2           | 9           | 10     | 2            | 5            | 2           | 1           | 10           | 2           | 28          | 14             | DNS            | DNF        | —       | —       | —       | —            | 44      | 8           | —      | —            | —       | —           | —      | —           | —           | —                |

| 2016/2017 Итоги | 2016/2017 Итоги | Рука   | Рука         | Лиллехаммер | Лиллехаммер  | Лиллехаммер | Тур  | Давос        | Давос  | Ла-Клюза    | Ла-Клюза | Валь-Мюстаир | Валь-Мюстаир | Оберстдорф | Оберстдорф  | Тоблах       | Валь-ди-Фьемме | Валь-ди-Фьемме | Тур де Ски | Тоблах | Тоблах  | Ульрисехамн  | Ульрисехамн | Фалун  | Фалун       | Пхёнчхан | Пхёнчхан | Пхёнчхан | Отепя  | Отепя        | Драммен | Осло        | Финал Кубка мира | Финал Кубка мира | Финал Кубка мира | Финал Кубка мира |
| Очков           | Место           | Спр КС | 15 км Инд КС | Спр КС      | 10 км Инд СС | 15 км Пр КС | Итог | 30 км Инд СС | Спр СС | 15 км МС СС | Эст      | Спр СС       | 10 км МС КС  | 20 км Ск   | 15 км Пр СС | 10 км Инд СС | 15 км МС КС    | 9 км Пр СС     | Итог       | Спр СС | КСпр СС | 15 км Инд СС | Эст         | Спр СС | 30 км МС КС | Спр КС   | 30 Ск    | КСпр СС  | Спр СС | 15 км Инд КС | Спр КС  | 50 км МС КС | 5 км Инд СС      | 15 км МС КС      | 15 км Пр СС      | Итог             |
| 1174            | 2               | —      | —            | 7           | 3            | 56          | 35   | —            | 1      | 5           | 2        | 1            | 1            | 1          | 1           | 1            | 2              | 16             | 1          | 70     | —       | —            | —           | 13     | 12          | —        | —        | —        | 3      | —            | 3       | 8           | —                | —                | —                | —                |

| 2015/2016 Итоги | 2015/2016 Итоги | Рука   | Рука         | Рука        | Тур  | Лил      | Лил | Давос        | Давос  | Тоблах | Тоблах       | Ленцерхайде | Ленцерхайде | Ленцерхайде | Обер   | Обер        | Тоблах       | Валь-ди-Фьемме | Валь-ди-Фьемме | Тур де Ски | Планица | Планица | Нове-Место   | Нове-Место | Др     | Осло        | Стк    | Фалун        | Фалун       | Лахти  | Лахти    | Гат    | Мон           | Квебек | Квебек      | Канмор | Канмор   | Канмор       | Канмор      | Тур Канады |
| Очков           | Место           | Спр КС | 10 км Инд СС | 15 км Пр КС | Итог | 30 км Ск | Эст | 30 км Инд СС | Спр СС | Спр СС | 15 км Инд КС | Спр СС      | 30 км МС КС | 10 км Пр СС | Спр КС | 15 км МС КС | 10 км Инд СС | 15 км МС КС    | 9 км Пр СС     | Итог       | Спр СС  | КСпр СС | 15 км Инд СС | Эст        | Спр КС | 50 км МС КС | Спр КС | 10 км Инд КС | 15 км МС СС | Спр СС | 30 км Ск | Спр СС | 17,5 км МС КС | Спр СС | 15 км Пр СС | Спр КС | 30 км Ск | 15 км Инд СС | 15 км Пр КС | Итог       |
| 1479            | 4               | 21     | 18           | 28          | 21   | 28       | 5   | —            | 5      | 30     | 7            | 2           | 8           | 19          | 2      | 10          | 4            | 13             | 13             | 3          | —       | —       | 3            | 2          | 13     | —           | 26     | 10           | 1           | —      | —        | 1      | 3             | 3      | 1           | '9     | 2        | 12           | 32          | 2          |

## Награды
- Орден Дружбы (25 февраля 2022 года) — за высокие спортивные достижения, волю к победе, стойкость и целеустремлённость, проявленные на XXIV Олимпийских зимних играх 2022 года в городе Пекине (Китайская Народная Республика)[17];
- Медаль «За боевое содружество» (2017 год, Росгвардия)[18].

## Семья
Сергей Устюгов родился в посёлке Междуреченский, он младший ребёнок в семье, по национальности — манси. Вопреки некоторым мнениям в прессе, Сергей не является родственником российского биатлониста Евгения Устюгова.
Жена — Елена Соболева, лыжница сборной России. 17 января 2020 года у Сергея и Елены Устюговых родилась дочь Кира.